# 바야몬 FC
바야몬 FC(Bayamón F.C.)는 바야몬을 연고지로 하는 푸에르토리코의 프로 축구단으로 1999년에 창단되었으며 현재 리가 푸에르토리코에 참가하고 있다.

## 선수 명단

### 현역
참고: FIFA 자격 규정에 따라 소속된 국가대표팀 국기를 표시합니다. 선수는 복수의 FIFA 비회원국 국적을 가지고 있을 수 있습니다.
| 번호 | 포지션 | 국적     | 이름              |
| ---- | ------ | -------- | ----------------- |
| 5    | DF     |          | 빅터 본마티       |
| 9    | FW     |          | 아드리안 오비에도 |
| 10   | MF     | 콜롬비아 | 크리스티안 니뇨   |

| 번호 | 포지션 | 국적     | 이름             |
| ---- | ------ | -------- | ---------------- |
| 22   | MF     | 콜롬비아 | 존 퀴노네스 사야 |
| 26   | DF     |          | 다니엘 알마잔    |
| 27   | FW     |          | 조르디 라네라    |
| 28   | DF     |          | 마크 아르나우    |